# Garret Wesley, 1.º Conde de Mornington
Garret Colley Wesley, 1.º Conde de Mornington (19 de julho de 1735 – 22 de maio de 1781), foi um político e compositor irlandês.

## Biografia
Wesley nasceu na propriedade da família em Dangan, perto de Summerhill, uma aldeia perto de Trim, no Condado de Meath, na Irlanda, filho de Richard Wesley, 1.º Barão Mornington, e Elizabeth Sale. Foi educado no Trinity College, em Dublin e foi eleito seu primeiro professor de música em 1764. Desde a infância ele mostrou talento extraordinário no violino, e logo começou a compor suas próprias obras. Foi o futuro duque de Wellington o único de seus filhos que herdou algo de seu talento musical.
Wesley representou Trim na Câmara dos Comuns irlandesa de 1757 até 1758, quando sucedeu seu pai como segundo Barão Mornington. Em 1760, em reconhecimento das suas realizações musicais e filantrópicas, ele foi criado Visconde Wellesley, de Dangan Castle no Condado de Meath, e conde de Mornington. Ele foi eleito Grão-Mestre da Grande Loja da Irlanda em 1776, cargo que ocupou até o ano seguinte. Ele foi descuidado com o dinheiro, e sua morte prematura deixou a família exposta a constrangimento financeiro, levando, finalmente, à decisão de vender todas as suas propriedades irlandesas.

## Casamento e descendência
Wesley casou com a Exma. Anne Hill-Trevor, filha mais velha do banqueiro Arthur Hill-Trevor, 1.º Visconde Dungannon, e sua esposa, Anne Stafford, em 1759. Sua madrinha, a famosa diarista Mary Delaney, disse que o casamento era feliz, apesar de sua falta de sentido financeiro e sua "falta de juízo". Eles tiveram seis filhos:
- Richard, Visconde Wellesley  (20 de junho de 1760 – 26 de setembro de 1842); depois 1.º Marquês Wellesley, 2.º Conde de Mornington.
- O Hon. William Wellesley (20 de maio de 1763 – 22 de fevereiro de 1845); depois William Wellesley-Pole, 3.º Conde de Mornington, 1.º Barão Maryborough.
- O Hon. Arthur Wellesley (c. 1 de maio de 1769 – 14 de setembro de 1852); depois 1.º Duque de Wellington.
- O Revd e Hon. Gerald Valerian (7 de dezembro de 1770 – 24 de outubro de 1848)
- O Hon. Henry Wellesley (20 de janeiro de 1773 – 27 de abril de 1847); depois 1.º Barão Cowley.
- Lady Anne Wellesley (1775 – 16 de dezembro de 1844), casou com (1) O Hon. Henry FitzRoy (filho mais novo de Charles FitzRoy, 1.º Barão Southampton), (2) Charles Culling Smith.

Quatro dos cinco filhos de Lord Mornington foram criados pares na Grã-Bretanha e no Reino Unido. A Baronia de Wellesley (realizada pelo Marquês Wellesley) e a Baronia de Maryborough estão agora extintas, enquanto que o ducado de Wellington e a Baronia de Cowley são existentes. O Condado de Mornington é detido pelos Duques de Wellington, e os Barões Cowley, desde então, foram elevados a condes.
Garret Wesley, Lord Mornington, morreu em 1781.
Ele também é um ancestral direto da Rainha Elizabeth II através de sua falecida mãe, Rainha-Mãe Elizabeth.